# Hakaria simonyi
Hakaria simonyi là một loài thằn lằn trong họ Scincidae. Loài này được Steindachner mô tả khoa học đầu tiên năm 1899.

## Hình ảnh

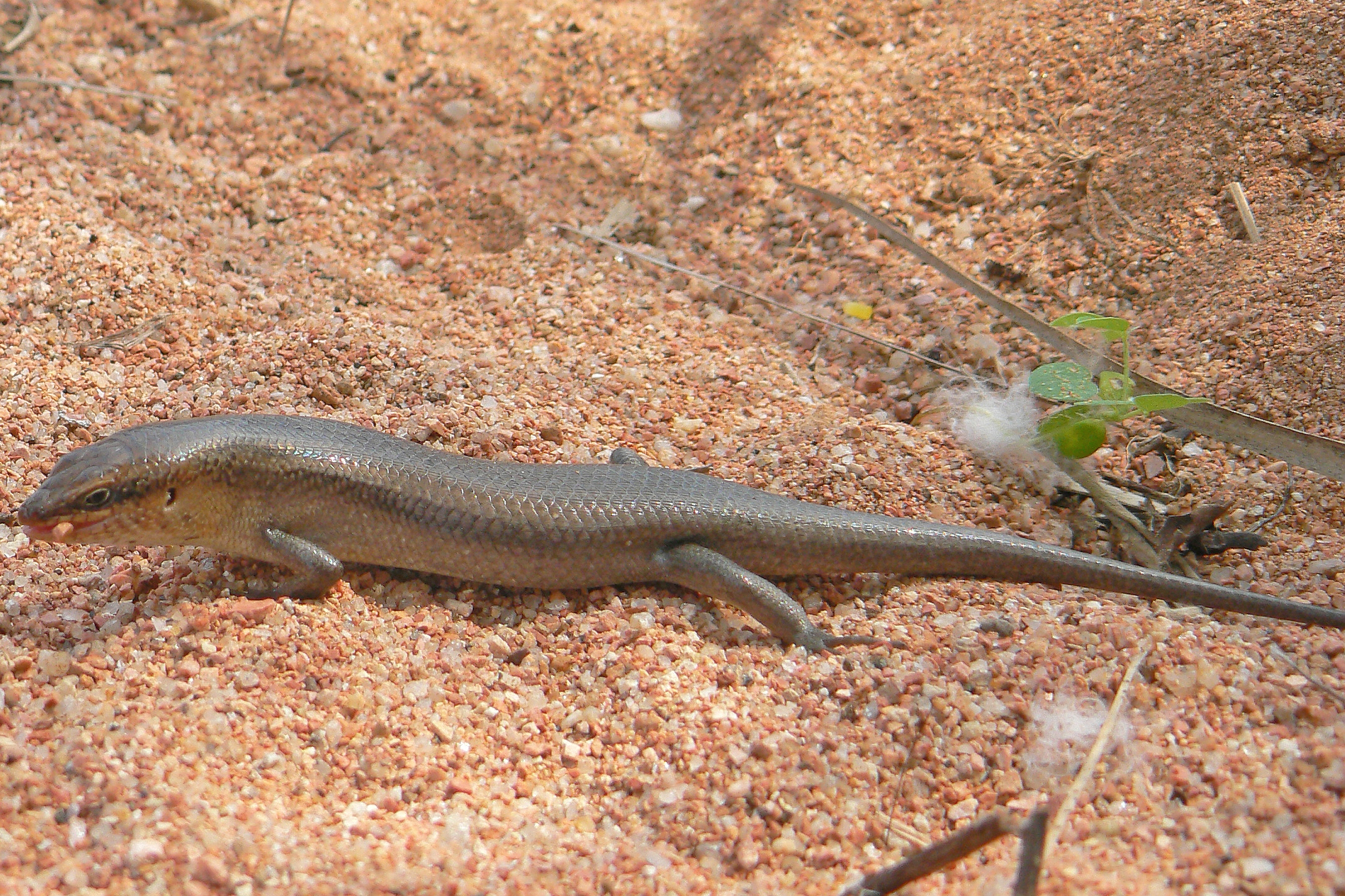